# Ludwig Gustav von Thile

Louis Gustav von Thile nach einem Gemälde von Franz Krüger

Ludwig Gustav von Thile

Ludwig Gustav von Thile (* 11. November 1781 in Dresden; † 21. November 1852 in Frankfurt (Oder)) war ein preußischer General der Infanterie und Staatsmann.

## Leben
Er war der Sohn des preußischen Generals Alexander Heinrich von Thile (1742–1812) und dessen zweiter Gemahlin Henriette Friedericke, geborene von Runckel (1747–1829). Der General Adolf Eduard von Thile war sein Bruder.
Thile trat am 2. Juni 1795 als Gefreiterkorporal in das Infanterieregiment seines Vaters in den preußischen Militärdienst. Bis Mitte Dezember 1797 avancierte er zum Sekondeleutnant und wurde 1799 Bataillonsadjutant. Weiterhin seinem Regiment angehörend wurde Thile Ende März 1804 Adjoint im Generalstab und machte 1806/07 während des Vierten Koalitionskriegs die Kämpfe bei Jena, Lychen, Waren und Schönebeck mit. Für sein Verhalten bei der Verteidigung von Danzig verlieh ihm König Friedrich Wilhelm III. am 11. Mai 1807 den Orden Pour le Mérite. Ab Anfang Juni 1807 befand er sich als Stabskapitän im Generalstab des Korps Blücher.
1811 war er Chef des Generalstabs beim Kommando in Pommern. Im Februar 1812 rückte Thile zum Major auf und wurde einen Monat später Direktor der 1. Division im Allgemeinen Kriegsdepartment, dem späteren Militärkabinetts. Während der Befreiungskriege nahm er 1813/15 an den Schlachten bei Großgörschen, Bautzen, Kulm, Leipzig und Fère-Champenoise teil. Er erhielt beide Klassen des Eisernen Kreuzes sowie die Erlaubnis zur Annahme des Ritterkreuzes des Leopold-Ordens und des Ordens des Heiligen Wladimir III. Klasse. Bei Kriegsende war Thile Oberst.
Besondere Verdienste erwarb sich Thile durch die Friedensorganisation der Landwehr als Inspekteur der Landwehr im Regierungsbezirk Potsdam. 1829 machte man Thile zum Generaladjutanten, im Jahr darauf wurde er Kommandeur der 6. Division. Zwischenzeitlich war er Kommandant von Erfurt und Torgau, bevor er 1832 Generalleutnant wurde. In dieser Eigenschaft erhielt er im September 1832 den Roten Adlerorden I. Klasse mit Eichenlaub sowie Ende November 1834 den Orden vom Weißen Adler. Am 19. März 1835 wurde Thile von seinen Stellungen entbunden und zur Disposition gestellt.
1838 wurde er Mitglied des Staatsrats. 1841 ernannte ihn König Friedrich Wilhelm IV. zum Geheimen Staatsminister und übertrug ihm die Verwaltung des Staatsschatzes und der Münzen. Einflussreich wurde Thile vor allem durch den ihm übertragenen Immediatvortrag in allgemeinen Landesangelegenheiten. Insbesondere in kirchlichen Fragen, in denen Thile auf orthodox-pietistischem Boden stand, folgte der König seinem Rate. Am 23. September 1844 wurde Thile General der Infanterie und anlässlich des Ordensfestes im Januar mit dem Schwarzen Adlerorden geehrte. Er wandte sich 1847 gegen Fortschritte bei der Judenemanzipation in Preußen und trat 1848 zurück.
Ludwig Gustav von Thile starb am 21. November 1852 in Frankfurt (Oder).